# Ricardo Giesecke
Ricardo Enrique Giesecke Sara-La Fosse (Huancayo, 6 de marzo de 1947) es un físico y especialista en temas ambientales peruano. Fue ministro del Ambiente del Perú, integrando el primer gabinete ministerial del presidente Ollanta Humala (2011).

## Biografía
Hijo de Alberto Antonio Giesecke Matto y Elena Sara-Lafosse Valderrama. Su abuelo, Albert Giesecke, fue un economista estadounidense que se desempeñó como Rector de la Universidad Nacional San Antonio Abad.
Se graduó como físico en la Pontificia Universidad Católica del Perú en 1972. Hizo estudios de ingeniería atómica en el Instituto Laue-Langevin del Centro de Estudios Nucleares de Grenoble, en Francia. En 1975 obtuvo un certificado en Economía de la Energía del Instituto Económico y Jurídico de la Energía de Grenoble, de la Universidad de Ciencias y Letras de Grenoble II (Francia).
Se ha especializado en temas del Medio Ambiente y en Gestión Integrada de Proyectos. Ha desempeñado diversos cargos tanto en el sector público, como en el privado, y a nivel internacional.
Ha sido director general de Planeamiento, Presupuesto, Estadística e Informática del Ministerio de Energía y Minas, director y gerente general de Petroperú, y presidente del Directorio de la Empresa Minera del Centro del Perú, Centromin Perú S.A. (2004-2006).
En agosto de 1990 fue nombrado como Viceministro de Energía, bajo la gestión del Ministro Fernando Sánchez Albavera en el gobierno de Alberto Fujimori. Permaneció en el cargo hasta 1991
También ha sido Presidente de la Comisión de Transferencia del Ministerio del Ambiente, Coordinador de la Comunidad Andina en el Perú, y Jefe de la Unidad de Cambio Climático y Calidad del Aire del Consejo Nacional del Ambiente (CONAM) y luego del Ministerio del Ambiente (2007-2008).

### Ministro del Ambiente
El 28 de julio del 2011 juró como Ministro del Ambiente, integrando el primer gabinete ministerial del presidente Ollanta Humala presidido por Salomón Lerner Ghitis. Se convirtió así en el segundo ministro de dicha cartera, fundada en el año 2008 durante el segundo gobierno de Alan García. Tuvo divergencias con el ministro de Agricultura por el manejo de la Autoridad Nacional del Agua, y con el de Energía y Minas por el manejo de los estudios de impacto ambiental, pues consideraba que ambos debían corresponder al despacho del Ambiente. 
Renunció el 10 de diciembre del 2011, junto con otros miembros del gabinete, que se renovó al día siguiente con Oscar Valdés como nuevo primer ministro.